# Boeing 747-400
Boeing 747-400 je širokotrupni, četveromotorni, putnički zrakoplov, proizvod američke kompanije Boeing Commercial Airplanes. Serija -400 najprodavanija je verzija uspješnog Boeinga 747. Naistaknutija su karakteristika kojom se razlikuje od ostalih verzija Boeinga 747, wingleti, premda ih vezija -400D (D - Domestic) nema. S maksimalnim kapacitetom od 624 putnika, 747-400 može, ovisno o modelu, neprekidno letjeti 14 200 km (7670 nmi).
747-400 druga je najnovija verzija Boeinga 747, koja će biti zamijenjena ekonomičnijim i naprednijim Boeingom 747-8. Posljednji je primjerak isporučen prosinca 2009.

## Dizajn i razvoj
Projekt novog Boeinga 747-400, Boeing Commercial Airplanes najavio je listopada 1985. U odnosu na prethodni model, 747-300, 747-400 ima 1,8 m duži vrh krila, 1,8 m dugačke winglete i glass cockpit pilotsku kabinu, koja je eliminirala potrebu za trećim članom posade, inženjerom leta. Također, poboljšanja u odnosu na seriju -300 uključuju tank za gorivo u horizontalnom stabilizatoru, motore s manjom potrošnjom goriva i jačim potiskom, potpuno nove interijere, izmijenjene aerodinamičke obloge na trupu i krilima i noviji sustav zabave u avionu. Kao i 747-300, putnička verzija Boeinga 747-400 kao standardnu značajku ima produženu gornju palubu (SUD), skoro dvostruko dužu u odnosu na izvornu gornju palubu prve verzije Boeinga 747. SUD je prethodno bila ponuđena kao dodatna oprema, te je prvi puta ugrađena na dva japanska Boeinga 747-100 SR. Premda je raspon krila povećan, ukupna je težina krila smanjena korištenjem kompozitnih i aluminijskih legura.
Prvi je 747-400 javno predstavljen siječnja 1988., te je prvi puta poletio 29. travnja 1988. Homologacijski list za verziju s motorima Pratt & Whitney PW4000 primio je 10. siječnja 1989., za motore General Electric CF6-80C2 18. svibnja 1989. i za motore Rolls-Royce RB211-524G 8. lipnja 1989. Prvi 747-400 isporučen je prvotnom kupcu Northwest Airlinesu 26. siječnja 1989., te je u službu uveden 9. veljače letom od 
Minneapolisa do Phoenixa.
Teretna verzija dužeg doleta (ERF) uvedena je u službu listopada 2002. Idućeg mjeseca, putnička verzija dužeg doleta (ER) započela je službu s Qantasom, jedinom kompanijom koja je naručila putničku verziju Boeinga 747-400ER. Qantas zrakoplov koristi na svojim linijama Melbourne-Los Angeles i Sydney-San Francisco, predugačkim za standardni 747-400.
Boeing Signature Interior kasnije je bio dostupan na 747-400, bilo prepravljanjem interijera na postojećim 747-400, ili kao opcija "fresh-from-installation" na novijim 747-400 i 747-400ER. Naprimjer, četiri najnovija Boeinga 747-400 China Airlinesa (registarska oznaka B-1821x), također i posljednji izgrađeni putnički 747-400, pri izradi su opremljeni interijerima Boeing Signature Interior. Jedan od tih zrakoplova (B-18210), imao je hibridnu livreju s repom u bojama China Airlinesa i trupom u bojama Boeinga.
U nastojanju da promoviraju održivi i alternativni razvoj goriva, kao i smanjenje ispuštanja plinova, nekoliko zrakoplovnih kompanija istražuje korištenje ulja dobivenog iz biljke Jatropha. Air New Zealand proveo je prvi komercijalni let korištenjem ulja jatrophe kao gorivom, 747-400 u jednom je motoru koristio mješavinu 50% ulja jatrophe i 50% mlaznog goriva tijekom dvosatnog leta, namijenjenog prikupljanu podataka. Continental Airlines testirao je ulje jatrophe na jednom od svojih Boeinga 747-400 7. siječnja 2009. Jatropha, biljka bogata uljem, lako se uzgaja i ne zahtjeva mnogo gnojiva i vode.

## Varijante

### 747-400
Boeing 747-400 unaprijeđena je verzija Boeinga 747-300, s većim rasponom krila, wingletima, prerađenim motorima i glass cockpit pilotskom kabinom koja je eliminirala potrebu za inženjerom leta. Putničku verziju, kao i na 747-300, karakterizira standardna produžena gornja paluba (SUD). 1989., prilikom isporuke novog zrakoplova na letu bez putnika i tereta, Qantasov 747-400 letio je bez slijetanja od Londona do Sydneya, na udaljenost od 9720 nmi (18 001 km, 11 190 mi) u 20 sati i 9 minuta, postavivši novi svjetski rekord u dužini leta za putničke zrakoplove.
Proizvodnja putničke verzije službeno je završena 15. ožujka 2007. Posljednjih četiri 747-400 u knjizi narudžbi Philippine Airlines je otkazao u korist Boeinga 777-300ER. China Airlines je studenoga 2002. bio posljednji naručitelj, s posljednjim putničkim 747-400 izrađenim 2005. i isporučenim travnja te godine. Bio je to 1358. izrađeni 747 (MSN33737/B-18215).

### 747-400F
747-400F (Freighter) teretna je verzija koja koristi dizajn trupa verzije 747-200F. Prvi je puta poletio 4. svibnja 1993., te je 17. studenoga iste godine uveden u službu u floti kompanije 
Cargolux Airlines. Glavni su kupci Atlas Air, Cargolux, China Airlines, Korean Air, Nippon Cargo Airlines, Polar Air Cargo, i Singapore Airlines. 747-400F lako se može razlikovati od putničke verzije radi kraće gornje palube.
747-400F je opremljen nosnim vratima glavne palube i mehaniziranim sustavom rukovanja teretom. Nosna vrata otvaraju se prema gore, što paletama i kontejnerima do 12 m (40 ft) omogućava jednostavno ukrcavanje na motornim valjcima. Opcijska bočna vrata glavne palube, kao na 747-400M (Combi) omogućava ukrcavanje dimenzionalno viših teretnih modula.
Boeing je isporučio 126 zrakoplova 747-400F, bez novih narudžbi do studenoga 2009. Posljednji -400F bio je isporučen Nippon Cargo Airlinesu.

### 747-400M
747-400M (putničko/teretna ili "Combi" varijanta) prvi je puta poletjela 30. lipnja 1989., te je uvedena u službu u floti KLM-a 12. rujna 1989. – 400M je opremljen velikim teretnim vratima na kraju trupa. Posljednji 747-400M bio je isporučen KLM-u 10. travnja 2002.

### 747-400D
747-400D (Domestic) verzija je gustog rasporeda sjedala razvijena za kratke domaće letove u Japanu. Maksimalni je kapacitet 568 putnika u konfiguraciji dvije klase ili 660 putnika u konfiguraciji jedne klase. -400D ne raspolaže s dužim vrhovima krila i wingletima koji karakteriziraju ostale varijante, jer bi korisni efekt wingleta na kratkim rutama bio minimalan. -400D, ako je potrebno, može se preinačiti u verziju dugog doleta. 747-400D, također je neobičan po većem broju prozora na obje strane gornje palube u odnosu na standardnu varijantu serije -400, što omogućava dodatna sjedala duž cijele gornje palube, na mjestu gdje je na većini međunarodnih modela smještena kuhinja.
747-400 Domestic prvi je puta poletio 18. ožujka 1991., te je u službu uveden 22. listopada iste godine u floti Japan Airlinesa. Posljednji je isporučen All Nippon Airwaysu prosinca 1995.

### 747-400ER
747-400ER (Extended Range) uveden je 28. studenoga 2000. nakon Qantasove narudžbe šest aviona, što je u konačnici bila jedina narudžba putničke verzije. -400ER može letjeti dodatnih 805 km (500 mi) ili prevoziti 6800 kg (15 000 lb) više tereta. Prvi je -400ER Qantasu isporučen 31. listopada 2002.
747-400ER uključuje opciju jednog ili dva dodatna tanka kapaciteta 12 264 l (3240 U.S. gal) u prednjem skladištu za teret. Proizvod Marshall Aerospacea, tankovi koriste inovativnu tehnologiju prešanja metala na metal u obliku saća radi postizanja visokog omjera suhe mase i obujma goriva. Slična tehnologija bila je korištena u razvoju Marshallovih tankova za gorivo za 777-200LR i P-8A Poseidon.

### 747-400ERF
747-400ERF (747-400ER Freighter) teretna je verzija varijante -400ER, uvedena 30. travnja, 2001. 747-400ERF sličan je varijanti 747-400F, osim veće maksimalne propisane težine koja mu omogućava prijevoz više tereta. Za razliku od 747-400F, nije opremljen tankovima za gorivo u teretnom prostoru.
Prvi -400ERF isporučen je Air Franceu (preko ILFC-a) 17. listopada 2002. Maksimalna je težina polijetanja 412 769 kg
(910 000 funti) dok je maksimalni korisni teret 112 760 kg (248 600 funti). Kompanijama se nudi izbor između dodatnih 9980 kg (22 000 funti) tereta u odnosu na ostale teretnjake verzije 747-400, ili dodatnih 525 nmi (972 km) maksimalnom doletu. Maksimalni je dolet 9200 km (5700 mi), oko 525 km (326 mi) više u odnosu na ostale 747-400 teretnjake, i također raspolaže ojačanim trupom, stajnim trapom i dijelovima krila, zajedno s novim, širim gumama.
Boeing je isporučio 40 Boeinga 747-400ERF bez novih narudžbi do 2009. Posljednji 747-400, bio je -400ERF, isporučen 22. prosinca 2009. Novi teretnjak 747-8 raspolagat će s više prostora za teret ali manjim doletom u odnosu na 747-400ERF.

### 747-400 preinačeni teretnjaci
747-400BCF (Boeing Converted Freighter), ranije poznat kao 747-400SF (Special Freighter),
program je konverzije standardnog putničkog 747-400. Projekt je pokrenut 2004. i provest će ga ovlašteni izvođači radova, kao što su TAECO, KAL Aerospace i SIA Engineering. Prvi 747-400BCF isporučen je Cathay Pacific Cargo-u i uveden u službu 19. prosinca, 2005.
747-400BDSF (Bedek Special Freighter) još je jedna preinačena teretna verzija Izraelske zrakoplovno-svemirske industrije (Israel Aerospace Industries, IAI). Prvi 747-400BDSF ponovo je isporučen Air China Cargo-u.

### 747 Large Cargo Freighter
Boeing je listopada 2003. najavio da će radi sporosti pomorskog prijevoza, zračni transport biti glavno sredstvo prijevoza dijelova za Boeing 787. Raniji putnički 747-400 preinačeni su u ogromnu, "Large Cargo Freighter" (LCF) konfiguraciju radi transporta predmontiranih dijelova u Everett radi konačne montaže. LCF ima ispupčen trup nalik na teretnjake Super Guppy ili Airbus Beluga korištene za prijevoz krila i sekcija trupa. Konverziju, koju su osmislili Boeingovi inženjeri u Puget Soundu, Moskvi i Canoga Parku, i Gamesa Aeronáutica u Španjolskoj, provela je na Tajvanu podružnica grupe Evergreen. Boeing je nabavio četiri polovna zrakoplova i svih ih preinačio u LCF. Četvrti i posljednji, prvi je puta poletio siječnja 2010.
Vrijeme isporuke dijelova, LCF će smanjiti s maksimalnih 30 dana na minimalni 1 dan. LCF, koji rapolaže prostorom za teret tri puta većim od teretnjaka 747-400F, nije Boeingov proizvodni model i neće biti prodavan kupcima ili korišten u komercijalnoj službi, već samo za isključivo Boeingovu upotrebu.

### Državne, vojne i druge varijante
- C-33: predložena američka vojna transportna verzija Boeinga 747-400, namijenjena povećanju flote C-17. C-33 bi imao manju cijenu i duži dolet, premda nebi mogao koristiti neuređena uzletišta ili baratati prevelikom vojnom opremom. Također, predviđen je i veći trošak korištenja. Plan je otkazan u korist nabave dodatnih C-17.[17]
- YAL-1: "Airborne Laser", temeljen na 747-400F za ratno zrakoplovstvo SAD-a. Zrakoplov je opsežno modificiran radi nosne montirane kupole i Kemijske kisik-jodne laserske (COIL) opreme.

## Operateri

### Komercijalne kompanije
Srpnja 2010., ukupno je 664 Boeinga 747-400 bilo u službi sljedećih komercijalnih operatera:
| - Aerolíneas Argentinas - AeroSur - Air Atlanta Icelandic - Air Cargo Germany - Air China - Air France - Air India - Air New Zealand - Air Pacific - AirBridge Cargo - Al Wafeer Air - All Nippon Airways - Asiana Airlines - Atlas Air - Blue Sky Airlines - British Airways - Cargolux - Cargolux Italia - Cathay Pacific - China Airlines - China Airlines Cargo - China Southern Airlines - Corsairfly - Delta Air Lines - El Al - EVA Air - Evergreen International Airlines - Garuda Indonesia - Global Supply Systems - Grandstar Cargo - Great Wall Airlines - Jade Cargo International - Japan Airlines | - Kalitta Air - KLM - Korean Air - Kuwait Airways - Lion Air - Lufthansa - Mahan Air - Malaysia Airlines - Martinair - Nippon Cargo Airlines - Orient Thai Airlines - Philippine Airlines - Polar Air Cargo - Air Pullmantur - Qantas - Royal Air Maroc - Saudi Arabian Airlines - Singapore Airlines - Singapore Airlines Cargo - SonAir - South African Airways - Thai Airways International - TNT Airways - Transaero - United Airlines - UPS Airlines - Virgin Atlantic Airways - World Airways - Yangtze River Express |

### Ostali korisnici
- Abu Dhabi Flight
- Bahrain Amiri Flight
- Dubai Air Wing
- Vlada Bruneja
- Vlada Kuvajta
- Vlada Saudijske Arabije
- Japansko ratno zrakoplovstvo (JASDF)
- Kingdom Aircraft Leasing
- Ratno zrakoplovstvo Republike Koreje[20]
- Royal Flight of Oman
- Ratno zrakoplovstvo SAD-a

Za bivše operatere vidi: Popis operatera Boeinga 747

## Specifikacije
| Model                                     | 747-400                                                                  | 747-400ER                                            | 747-400F                                                                                               | 747-400ERF                                                                                             |
| ----------------------------------------- | ------------------------------------------------------------------------ | ---------------------------------------------------- | --- | --- |
| Posada pilotske kabine                    | Dvoje                                                                    | Dvoje                                                | Dvoje                                                                                                  | Dvoje                                                                                                  |
| Kapacitet putnika ili kapacitet tereta    | 416 (3 klase) ili 524 (2- klase) 624 (400D, 1 klasa)                     | 416 (3 klase) ili 524 (2- klase) 624 (400D, 1 klasa) | Glavna paluba: 30 paleta Donja paluba: 32 LD-1 kontejnera Maks. korisni teret: 112 630 kg (248 300 lb) | Glavna paluba: 30 paleta Donja paluba: 32 LD-1 kontejnera Maks. korisni teret: 112 760 kg (248 600 lb) |
| Dužina                                    | 70,6 m (231 ft 10 in)                                                    | 70,6 m (231 ft 10 in)                                | 70,6 m (231 ft 10 in)                                                                                  | 70,6 m (231 ft 10 in)                                                                                  |
| Raspon krila                              | 64,4 m (211 ft 5 in)                                                     | 64,4 m (211 ft 5 in)                                 | 64,4 m (211 ft 5 in)                                                                                   | 64,4 m (211 ft 5 in)                                                                                   |
| Površina krila                            | 560 m² (6027,78 ft²)                                                     | 560 m² (6027,78 ft²)                                 | 560 m² (6027,78 ft²)                                                                                   | 560 m² (6027,78 ft²)                                                                                   |
| Omjer                                     | 7,4                                                                      | 7,4                                                  | 7,4 | 7,4 |
| Visina                                    | 19,4 m (63 ft 8 in)                                                      | 19,4 m (63 ft 8 in)                                  | 19,4 m (63 ft 8 in)                                                                                    | 19,4 m (63 ft 8 in)                                                                                    |
| Operativna težina praznog zrakoplova      | 178 800 kg (394 100 lb)                                                  | 184 570 kg (406 900 lb)                              | 178 800 kg (394 100 lb)                                                                                | 184 570 kg (406 900 lb)                                                                                |
| Maksimalna težina uzlijetanja             | 396 890 kg (875 000 lb)                                                  | 412 775 kg (910 000 lb)                              | 396 890 kg (875 000 lb)                                                                                | 412 775 kg (910 000 lb)                                                                                |
| Brzina krstarenja na 10 670 m (35 000 ft) | Mach 0,85 (912 km/h, 567 mph, 493 čvorova)                               | Mach 0,855 (917 km/h, 570 mph, 495 čv)               | Mach 0,845 (908 km/h, 564 mph, 490 čv)                                                                 | Mach 0,845 (908 km/h, 564 mph, 490 čv)                                                                 |
| Maksimalna brzina na 10 670 m (35 000 ft) | Mach 0,92 (988 km/h, 614 mph, 533 čv)                                    | Mach 0,92 (988 km/h, 614 mph, 533 čv)                | Mach 0,92 (988 km/h, 614 mph, 533 čv)                                                                  | Mach 0,92 (988 km/h, 614 mph, 533 čv)                                                                  |
| Dužina staze uzlijetanja (MTOW, SL, ISA)  | (3018 m)                                                                 | (3090 m)                                             | (3018 m)                                                                                               | |
| Maksimalni dolet                          | 7260 nmi (13 450 km)                                                     | 7670 nmi (14 205 km)                                 | 4445 nmi (8230 km)                                                                                     | 4970 nmi (9200 km)                                                                                     |
| Maksimalna količina goriva                | 216 840 l (57 285 US gal)                                                | 241 140 l (63 705 US gal)                            | 216 840 l (57 285 US gal)                                                                              | 216 840 l (57 285 US gal)                                                                              |
| Motori (x 4)                              | Pratt & Whitney 4062 General Electric CF6-80C2B5F Rolls-Royce RB211-524H | Pratt & Whitney 4062 General Electric CF6-80C2B5F    | Pratt & Whitney 4062 General Electric CF6-80C2B5F Rolls-Royce RB211-524H                               | Pratt & Whitney 4062 General Electric CF6-80C2B5F                                                      |
| Potisak (x 4)                             | 282 kN (63 300 lbf) PW 276 kN (62 100 lbf) GE 265 kN (59 500 lbf) RR     | 282 kN (63 300 lbf) PW 276 kN (62 100 lbf) GE        | 282 kN (63 300 lbf) PW 276 kN (62 100 lbf) GE 265 kN (59 500 lbf) RR                                   | 282 kN (63 300 lbf) PW 276 kN (62 100 lbf GE                                                           |

Izvori: 747-400 specifications, 747-400/-400ER airport report, Gilchrist

## Incidenti
Istaknuti incidenti i nesreće
- 4. studenog 1993., China Airlines let 605 iz Taipeija za hongkonški Kai Tak Airport, sletio je više od 640 metara nakon početka piste za vrijeme bočnog vjetra jačine 20 čvorova (s udarima do 38 čvorova). Kombinacijom isključenih automatskih kočnica (autobrakes) i uvučenih zračnih kočnica, ručno kočenje i skretanje mlaza nisu bili dovoljni da se izbjegne iskliznuće aviona u more. Nitko nije bio ozbiljno ozlijeđen, ali to je bio prvi gubitak jednog Boeinga 747-400.[24]
- 23. srpnja, 1999.,  na All Nippon Airways letu 61 (747-400D) iz Tokyo International Airport (Haneda) za New Chitose Airport kraj Sappora, Hokkaidō, otmičar je ubio pilota. Ostali su ga članovi posade savladali, te je avion sigurno sletio.[25]
- 31. listopada 2000, Singapore Airlines let 006, na ruti Singapur - Taipei - Los Angeles, naletio je na građevinsku opremu pri pokušaju uzlijetanja sa zatvorene piste na aerodromu Chiang Kai-shek International Airport Taipei. Avion se zapalio i potpuno je bio uništen, s 79 poginulih putnika i 4 člana posade.[26]
- 31. siječnja 2001., Japan Airlines let 907, 747-400D na ruti Tokyo International Airport -  Naha International Airport, zamalo se u zraku sudario s DC-10 Japan Airlinesa. Pilot je izveo nagli manevar poniranja i tijesno izbjegao nadolazeći avion.[27]
- 12. ožujka, 2003., Singapore Airlines let SQ286 iz Aucklanda, Novi Zeland za Singapur, pretrpio je ozbiljno guljenje repom po pisti (tailstrike) prilikom uzlijetanja uzrokujući veliku štetu na repnom dijelu zrakoplova. Avion je sigurno sletio bez ozlijeđenih putnika ili članova posade.[28]
- 25. srpnja 2008., Qantasov let 30 s hongkonškog međunarodnog aerodroma za Melbourne, Australija, prisilno je sletio na Ninoy Aquino International Airport u Manili na Filipinima radi otvorene rupe na donjem prednjem desnom kraju trupa, ispred desnog krila. Avion je izgubio dio oplate, nitko nije bio ozlijeđen.[29][30] Nakon što je isključen terorizam, istraga je usmjerena na mogućnost eksplozije boce kisika iz sustava opskrbe kisikom za slučaj opasnosti.[31] Ta je mogućnost potvrđena kao uzrok u privremenom izvještaju kojeg je objavio Australski ured za sigurnost prometa (Australian Transport Safety Bureau).[32]
- 21. siječnja 2010., 747-400 LX-OCV na Cargolux letu 7933, udario je u vozilo pri slijetanju na luksemburški međunarodni aerodrom. Vozilo je pretrpilo veliku štetu dok je na avionu bila oštećena guma. Pokrenute su tri istrage u vezi incidenta.[33]
- 3. rujna 2010., UPS Airlines let 6 iz Dubaja UAE za Köln u Njemačkoj, 747-400 s dva člana posade, srušio se oko 25 minuta nakon polaska. Posada je prijavila opasnu situaciju, navodno radi požara tijekom leta, te nakon što su odustali od jednog pokušaja slijetanja više nisu mogli vidjeti instrumente. Zrakoplov je velikom brzinom udario u tlo te su poginula oba člana posade.[34][35]

### Srodni projekti
- Boeing 747
- Boeing YAL-1
- Boeing 747-8

### Usporedivi zrakoplovi
- Airbus A380

## Vanjske poveznice
- 747-400 na stranici Boeing.com
- 747-400 na stranici Airliners.net
- Specifikacije teretne varijante na aircharterservice.aero